# 間接選挙
間接選挙（かんせつせんきょ、英: Indirect election）とは、有権者が直接候補者を選んで投票するのではなく、中間選挙人などを通して候補者を選び間接的に意思表示を行う選挙制度のことである。直接選挙に対比される。

## 概要
直接選挙に比べ、中間に選挙人などの（一回または複数回の）クッションが入ることで急進的な意見を排除し、一時の感情や勢いではない理性的な選択がなされることが期待されている。交通・通信が不便な時代において、有権者が候補者の見極めを行なうことは困難であり、それを選挙人に託すことができる利点があった。反面、死票が多くなる可能性が高いほか、有権者の意向と選挙人の実際の投票先が一致しないケースもあり得る。また、歴史的には選挙人に一定の資格を設ける制限選挙との併用で、見かけ上は普通選挙の形態をとりながらも、特定の社会階層の意見を排除することにも利用された。

## 事例

### 首長

#### アメリカ合衆国
アメリカ合衆国憲法制定当初、普通選挙も一般的ではなく邦（州）ごとに有権者資格が異なっていたことから、合衆国大統領選挙では、各州の議会が選定する「選挙人」が大統領および副大統領を選挙する間接選挙が導入された。憲法起草時は、選挙人が自らの判断で投票先を選ぶ自由委任制度としての運用が想定されていた。しかし、早々に選挙は党派によって争われるものとなり、選挙人制度の実態は命令的委任となっていった。各州は投票する候補者をあらかじめ誓約した選挙人候補団に一般市民の有権者が投票（一般投票）する制度を導入し、二段階の間接選挙から一段階の間接選挙に変化した。さらには、正副大統領候補の名前と政党名のみが記された投票用紙を用いて選挙人団を選出するようになり、間接選挙制としては形式化している面もある。少数の選挙人が誓約を違えて投票することもあるが、そのことが最終結果を覆した例はない。ただし、一般投票での得票順位と選挙人獲得数順位が逆転することにより、一般投票最多得票の大統領候補が落選した例はある。

#### 議院内閣制の共和国
連邦制の議院内閣制国家のうち、インドやドイツでは、大統領を連邦の議会と各州議会が選出する。インドの大統領の選挙は、各議員の投票について、連邦と州の議会の総票数がそれぞれ半々になるよう重みづけをして集計される。ドイツの大統領は、下院である連邦議会の議員、および各州議会から選出された同数の議員からなる連邦会議が選出する。連邦制でない議院内閣制国家のうち、イタリアの大統領は、両院議員（600名程度）と地域代表（58名）により選出される。イスラエルの大統領は、一院制議会（クネセト）が選出する。
なお、議院内閣制の国においても、オーストリアの大統領やセルビアの大統領、シンガポールの大統領のように直接選挙で選出される国家元首も存在する。これらの元首は間接選挙で選出される元首より権限が大きい傾向があり、半大統領制との部分的な類似性がある。
中華人民共和国の元首である国家主席は全人代により選出される。

### 議員
一般的に下院が優越となる議院内閣制の国々では、上院で間接選挙を導入している傾向が強い。但し大統領とは異なり、選出された議員は原則として無給で職務を全うする。
フランスの上院の議員は、下院と地方議会の議員約15万人による選挙で選出される。中華人民共和国の全国人民代表大会（全人代）の各代表は、多層にわたる人民代表選挙により選出される。

### 地方自治
日本の特別地方公共団体の一種である広域連合の長と議会は、住民の直接選挙か、もしくは構成団体のそれぞれ長と議会による間接選挙のいずれかで選ばれることが規定されている（地方自治法第291条の5）。